# Hieracium attenboroughianum
Hieracium attenboroughianum  (лат.) — вид двудольных растений рода Ястребинка (Hieracium) семейства Астровые (Asteraceae). Впервые описан британским ботаником Тимом К. Дж. Ричем в 2014 году.
Считается, что растение развилось в отдельный вид в период последнего ледникового периода. Оно было открыто в 2004 году в ходе ботанической экспедиции, но только через десять лет Hieracium attenboroughianum был описан как отдельный видовой таксон.
В некоторых русскоязычных источниках растение называют ястребинкой Аттенборо.

## Название
Видовой эпитет дан в честь известного британского натуралиста и телеведущего Дэвида Аттенборо. Описавший растение ботаник Тим Рич объяснил такой выбор названия для открытого им вида тем, что именно документальные фильмы Аттенборо вдохновили его в юности на изучение экологии и исследования окружающего мира. Сам Дэвид Аттенборо отметил, что это был «один из самых больших биологических комплиментов», и что он искренне благодарен.
Это не первый биологический вид, названный в честь натуралиста: до это его именем были названы около десяти видов насекомых, пауков, ракообразных и т. д. Однако Hieracium attenboroughianum — первый вид растений из Великобритании, названный в честь исследователя дикой природы.

## Распространение и среда обитания
Эндемик Великобритании, известный c уступов горы Крибин в национальном парке Брекон-Биконс в Уэльсе. На Крибине было обнаружено около 300 экземпляров вида.
Растёт на горных склонах, предпочитает довольно крутые труднодоступные скальные уступы. Популяция этого вида ястребинок очень мала, однако она размещена в местах, недоступных для животных (например, домашнего скота), которые могли бы поедать растение; это обстоятельство и обеспечивает сохранность Hieracium attenboroughianum.

## Ботаническое описание
Небольшое травянистое растение.
Листья тёмно-зелёные, чашевидные.
Соцветия-корзинки с цветками жёлтого цвета. Листочки обёртки покрыты большим количеством железистых волосков.
Цветёт с конца июня по начало июля.
Ближайший родственник — Hieracium britannicoides.